# エヌ・ティ・ティ・ドコモ関西

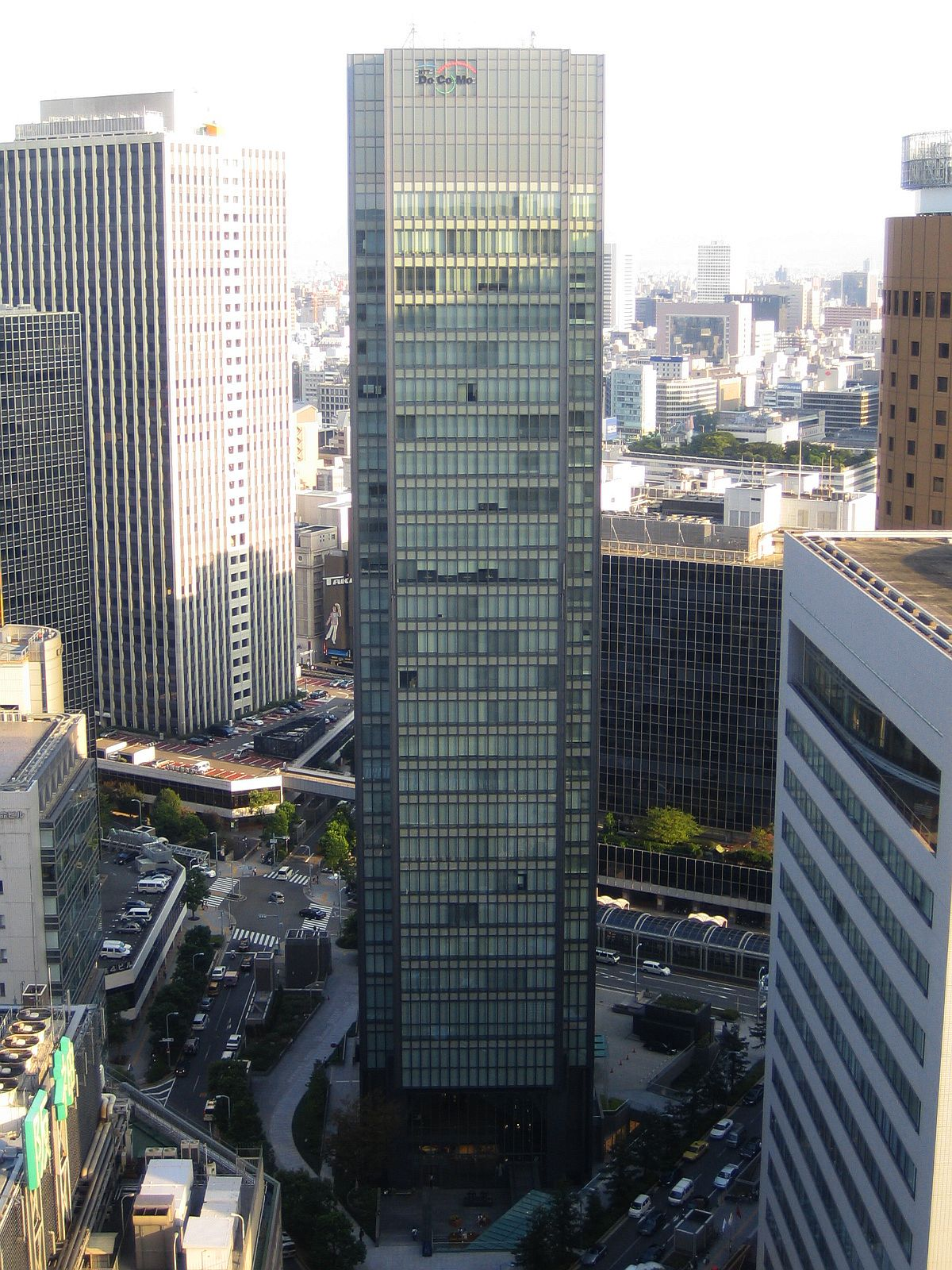
かつて本社があった梅田DTタワー

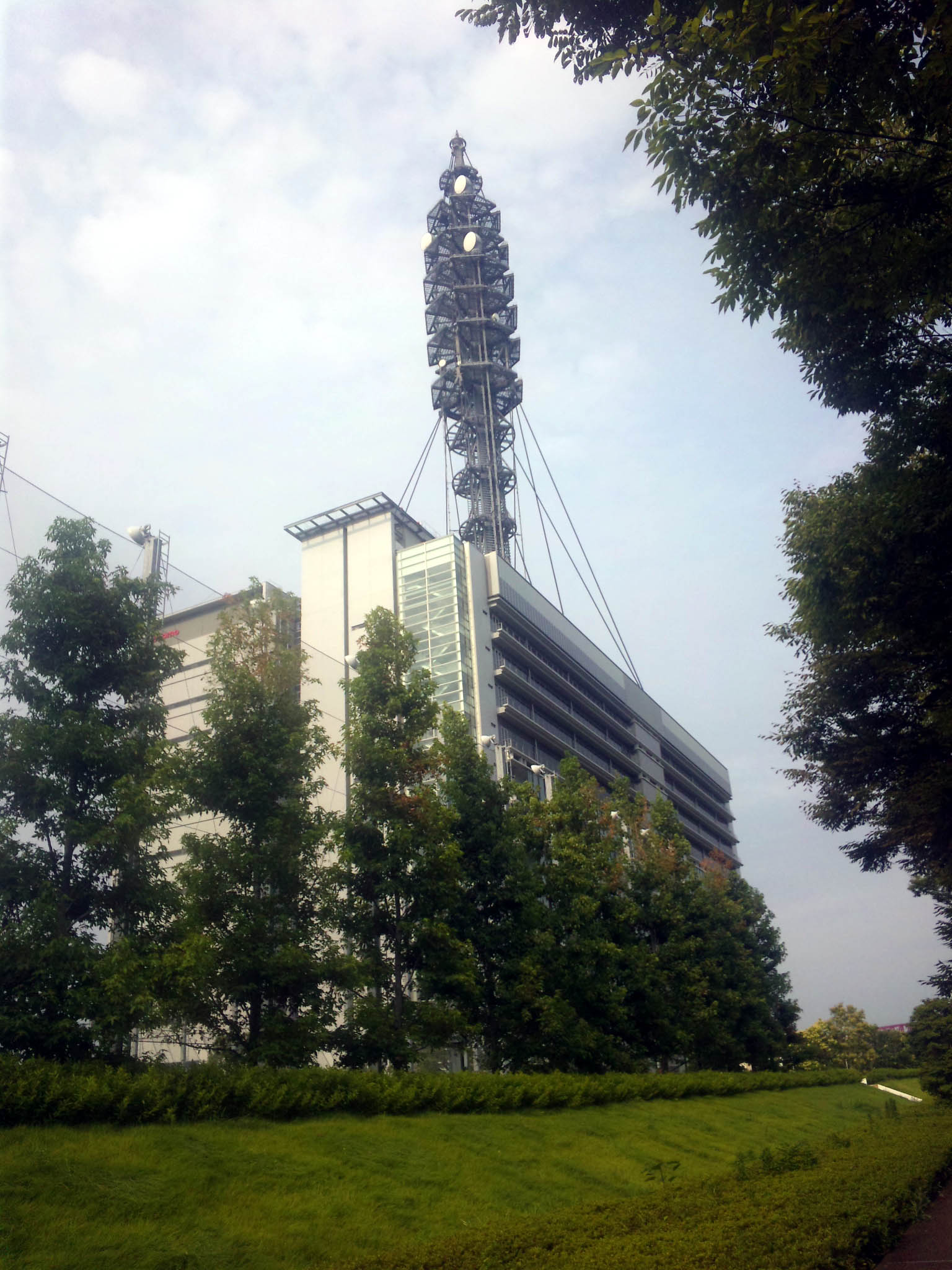
ドコモ大阪南港ビル

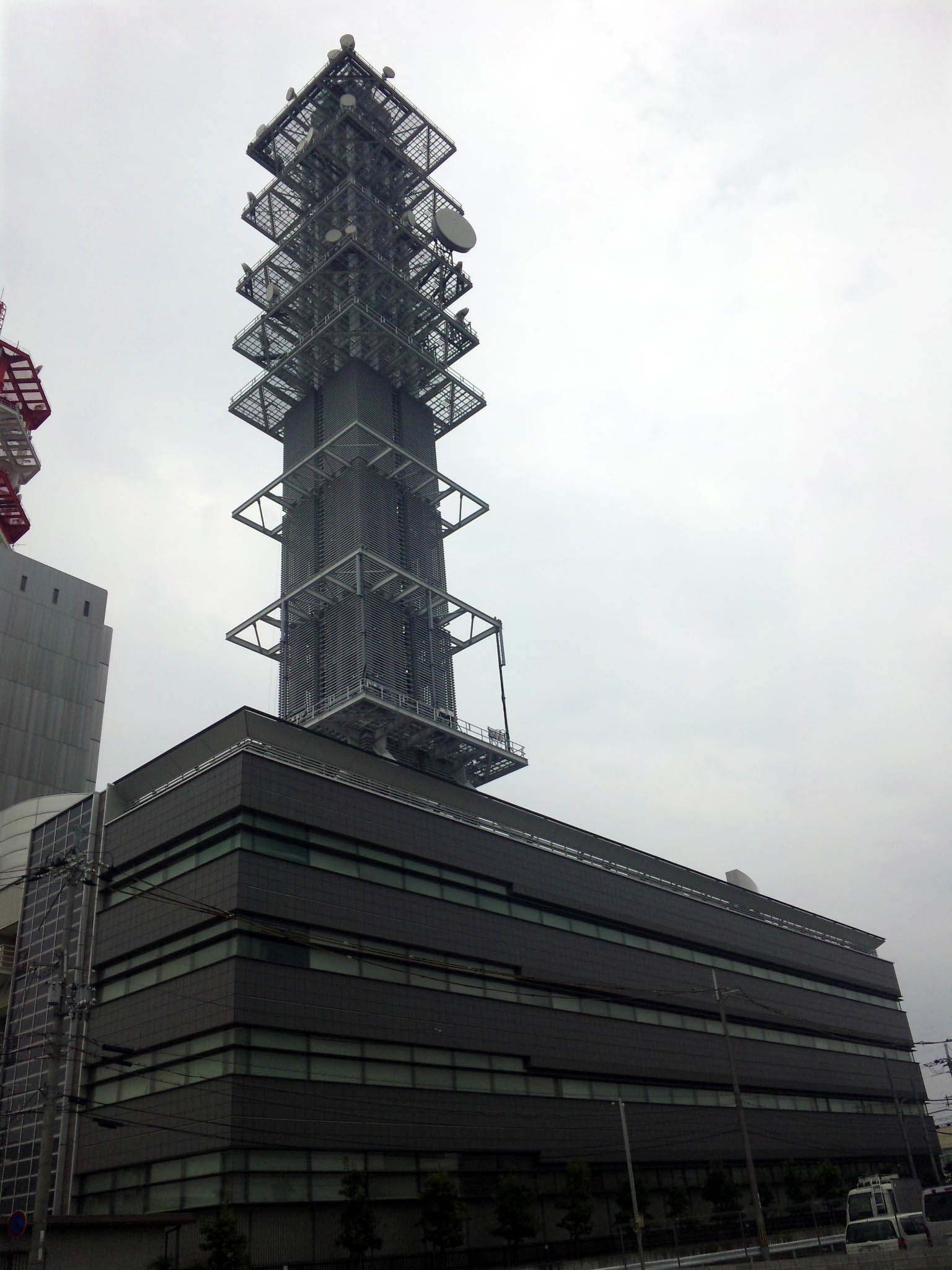
ドコモ京都ビル

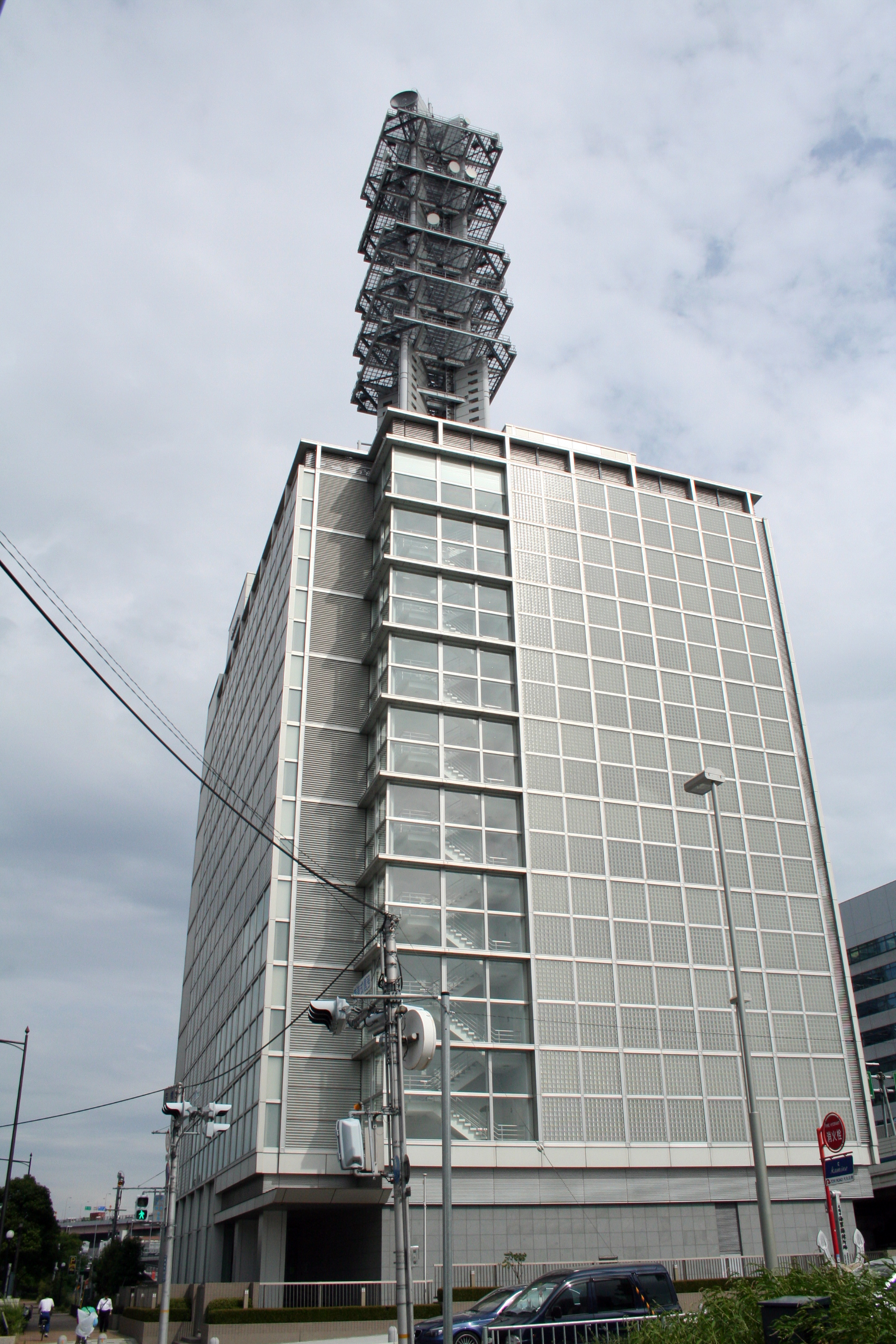
ドコモ神戸支店

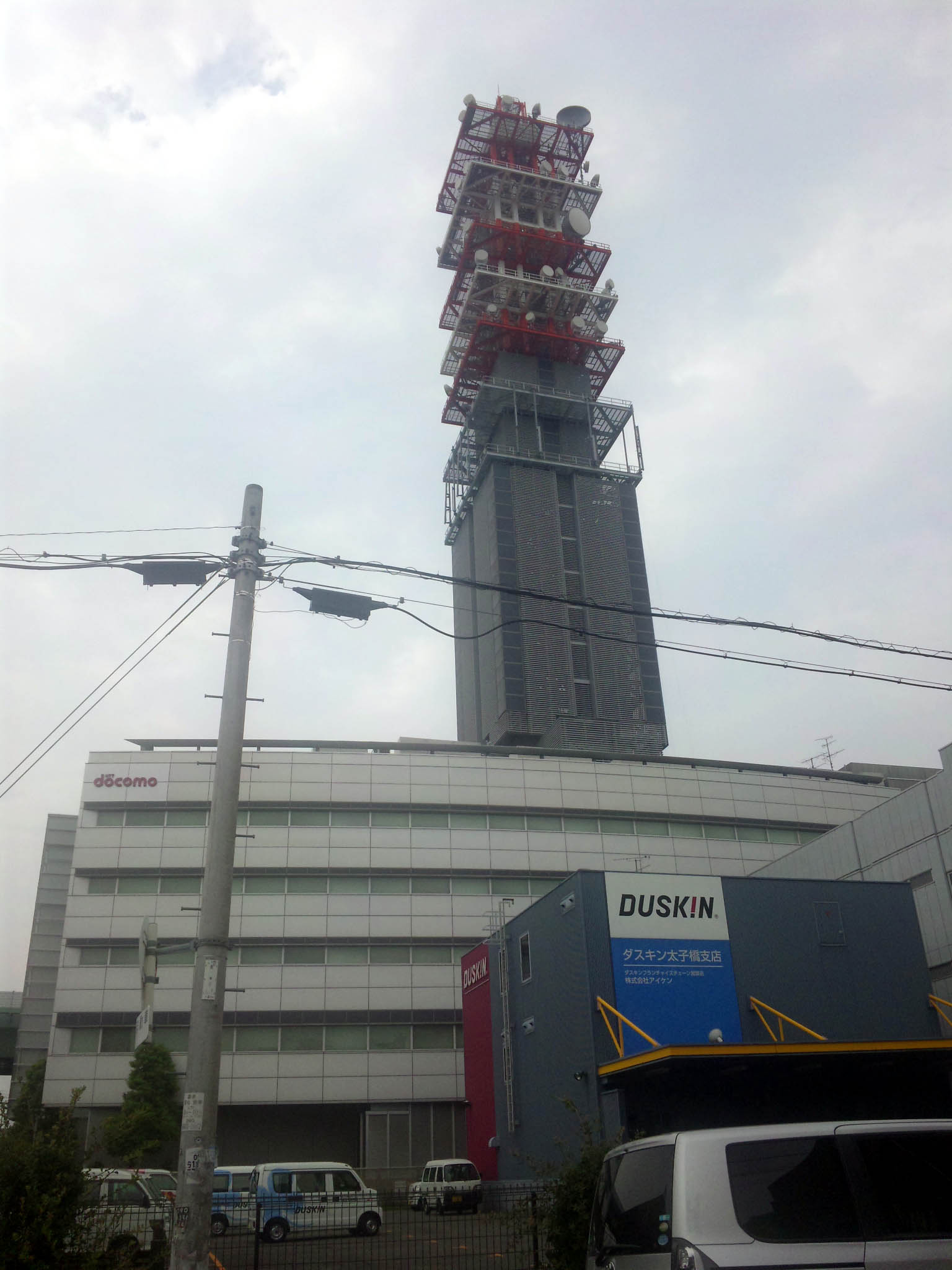
ドコモ大阪ビル

株式会社エヌ・ティ・ティ・ドコモ関西（エヌ・ティ・ティ・ドコモかんさい、NTT DoCoMo Kansai, Inc.）は、一般には「NTTドコモ関西」と呼ばれ、かつて近畿地方2府4県を事業区域としていた日本の電気通信事業者。株式会社エヌ・ティ・ティ・ドコモの完全子会社であった。

## 事業区域
大阪府 - 京都府 - 兵庫県 - 奈良県 - 和歌山県 - 滋賀県

## 沿革
- 1993年
  - 7月1日 - エヌ・ティ・ティ移動通信網から分離独立。社名をエヌ・ティ・ティ関西移動通信網株式会社とする。
  - 10月 - エヌ・ティ・ティ関西移動通信株式会社（関西受託会社）と合併。
- 1994年
  - 4月 - デジタル800MHz帯 (mova) 方式のサービスを開始。
  - 10月 - 「デジタル1.5GHz帯サービスシティオ」サービスを開始。
  - この年、関西地区でのシェアが38%まで落ち込んだ。
- 1997年12月　- パケット通信サービスを開始。
- 1998年12月 - エヌ・ティ・ティ関西パーソナル通信網（NTTパーソナル関西）からPHS事業を継承。
- 1999年
  - 2月 - iモードサービスを開始。
  - 12月 - 関西テレメッセージ株式会社から無線呼び出し事業を継承。
- 2000年4月 - 株式会社エヌ・ティ・ティ・ドコモ関西に社名変更。
- 2001年12月 - FOMAサービスを開始。
- 2004年6月 - ポケットベル新規加入受付を停止
- 2005年
  - 5月 - PHS新規加入受付を停止
  - 6月 - 必要な届出を怠ったまま大阪府池田市にて基地局工事にかかり、古江古墳を破壊したことが発覚。
- 2006年 - 京都府嵐山に1999年設置した鉄塔について、文化財保護法に基づく事前の届出を行っていなかったことが発覚。
- 2007年3月31日 - ポケットベル事業から撤退
- 2008年
  - 1月7日 - PHS事業から撤退。
  - 6月30日 - デジタル1.5GHz帯サービスシティオサービス終了。
  - 7月1日 - 親会社の株式会社エヌ・ティ・ティ・ドコモ（ドコモ中央）に併合され解散、親会社の関西支社となった。

## コマーシャル
かつては独自のCMを流し、独自でタレントを起用していた。KinKi Kidsや深田恭子などドコモ関西総合パンフレットやCMに出演。
その後は本体と同じテレビCMを流し、グループで統一したイメージキャラクターを使う一方で一部独自のTVCMを流していた。片瀬那奈を起用し、サービス促進CMを流していた。なお、ラジオCMは最後まで独自のものを流していた。

### ドコモ関西独自CM出演者
- 片瀬那奈（2006年 - 解散まで）
- トータス松本（ナレーター） - かつてDDIポケットのCMイメージキャラクターに起用。

### 過去のドコモ関西独自CM出演者
- 赤井英和
- 本上まなみ（1998年 - 2001年）
- 岡本綾（1998年 - 2001年）
- オセロ - シティオイメージキャラクター
- 鳥羽潤
- 窪塚洋介（2000年 - 2002年）
- 米倉涼子 - のちに楽天モバイルのCMイメージキャラクターに起用。
- 堂本光一（2001年 - 2003年）
- 堂本剛（2001年 - 2003年）
- 深田恭子（2003年 - 2004年） - のちにUQ mobileのCMイメージキャラクターに起用。

### ドコモ関西イメージキャラクター
- 宮里藍（2005年 - 解散まで）
- KAT-TUN（2005年 - 解散まで）
- 加藤あい（2004年 - 2006年）関西地区では2004年から登場。

### スポンサー番組（ドコモ関西での提供のみ。終了分も含む）
- テレビ
  - おはよう朝日です（朝日放送）
  - 全国高校野球選手権大会中継（1995年 - 2022年。決勝戦のみ「NTTドコモグループ」に変更）（朝日放送）
  - 笑っていいとも!増刊号（フジテレビ→関西テレビ）
  - 大阪ほんわかテレビ　(ytv)
  - ジャイケルマクソン（毎日放送）
- ラジオ
  - OSAKAN HOT 100 （月ごとにCMの入る時間が異なる。偶数月は12:00 - 14:00、奇数月は14:00 - 16:00）(FM802)

## 関連グループ会社
- ドコモ・サービス関西株式会社
- ドコモ・エンジニアリング関西株式会社
- ドコモ・モバイルメディア関西株式会社

## 不祥事
2005年、大阪府池田市で基地局の工事を行った際、文化財保護法に基づく文化財保護法に基づく届け出を提出しないまま工事を進め、古江古墳を破壊したため池田市から指導を受けた。